# Bezirk Strzyżów

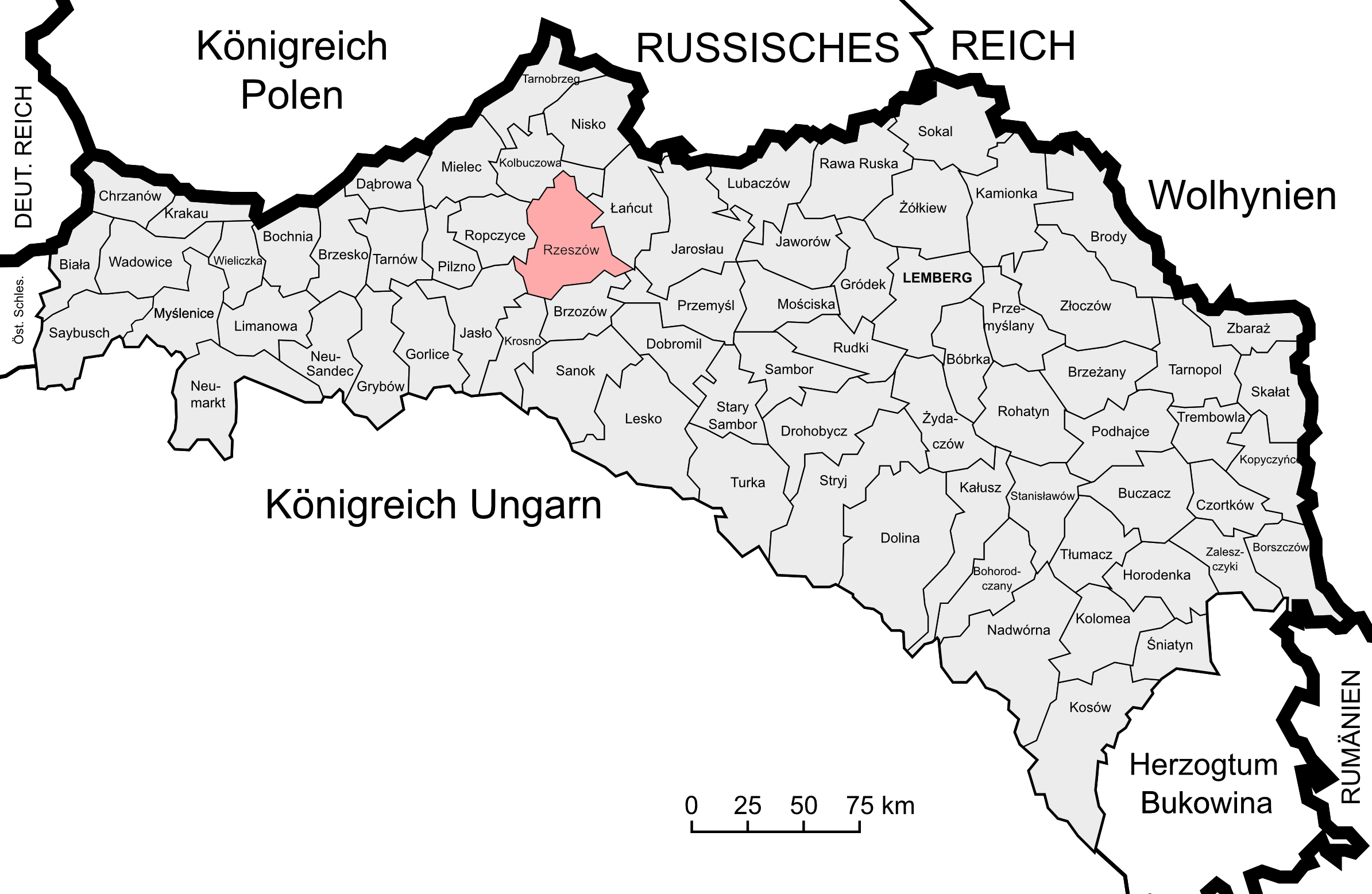
Lage des Bezirks Strzyżów (als Teil des Bezirks Rzeszów) im Kronland Galizien und Lodomerien

Der Bezirk Strzyżów war ein politischer Bezirk im Kronland Galizien und Lodomerien. Sein Gebiet umfasste Teile Westgaliziens im heutigen Polen (Powiat Strzyżów), Sitz der Bezirkshauptmannschaft war der Markt Strzyżów. Nach dem Ersten Weltkrieg musste Österreich den gesamten Bezirk an Polen abtreten, hier sind große Teile heute im Powiat Strzyżowski zu finden.
Er grenzte im Nordosten an den Bezirk Rzeszów, im Südosten an den Bezirk Brzozów, im Süden an den Bezirk Krosno, im Westen an den Bezirk Jasło sowie im Nordwesten an den Bezirk Pilzno und den Bezirk Ropczyce.

## Geschichte
Der Bezirk entstand am 15. September 1896 durch das Ausscheiden des Gerichtsbezirks Frysztak aus dem Bezirk Jasło geschaffen und Gerichtsbezirks Strzyżów aus dem Bezirk Rzeszów.
Der Bezirk Strzyżów bestand bei der Volkszählung 1910 aus 70 Gemeinden sowie 44 Gutsgebieten und umfasste eine Fläche von 532 km². Hatte die Bevölkerung 1900 noch 56.848 Menschen umfasst, so lebten hier 1910 58.549 Menschen. Auf dem Gebiet lebten dabei mehrheitlich Menschen mit polnischer Umgangssprache (95 %) und römisch-katholischem Glauben, Juden machten rund 7 % der Bevölkerung aus.

## Ortschaften
Auf dem Gebiet des Bezirks bestand 1910 Bezirksgerichte in Frysztak und Strzyżów, diesen waren folgende Orte zugeordnet:
Gerichtsbezirk Frysztak:
- Cieszyna
- Markt Frysztak
- Glinik Dolny
- Glinik Górny
- Glinik Średni
- Gogołów I
- Gogołów II
- Huta Gogołowska
- Jaszczurowa
- Jazowa
- Kalembina
- Kobyle
- Korzuchów
- Kozłówek
- Łączki
- Łęki
- Lubla
- Markuszowa
- Niewodna
- Oparówka
- Pietrusza Wola
- Przybówka
- Pstrągówka
- Pułanki
- Różanka
- Stempina bestehend aus den Ortsteilen Chytrówka und Stempina
- Szufnarowa
- Tułkowice
- Twierdza
- Widacz
- Wiśniowa
- Wojaszówka
- Zawadka ad Wielopole

Gerichtsbezirk Strzyżów:
- Baryczka
- Blizianka
- Bonarówka
- Brzeżanka
- Markt Czudec
- Dobrzechów
- Gbiska
- Glinik Charzewski
- Godowa bestehend aus den Ortsteilen Godowa, Olszyny und Przylaski
- Grodzisko
- Gwoździanka
- Gwoźnica Dolna
- Gwoźnica Górna
- Jawornik Niebylecki
- Konieczkowa
- Łętownia
- Lutcza
- Małówka
- Markt Niebylec
- Nowa Wieś Czudecka
- Połomyja
- Przedmieście Czudeckie
- Przedmieście Strzyżowskie bestehend aus den Ortsteilen Przedmieście Dolne und Przedmieście Górne
- Pstrągowa
- Markt Strzyżów
- Tropie
- Wysoka
- Wyżne bestehend aus den Ortsteilen Piekarówka und Wyżne
- Zaborów bestehend aus den Ortsteilen Glinik Zaborowski und Zaborów
- Żarnowa
- Żyznów